# 阿罗憾
阿罗憾（615年—710年），唐朝将领，波斯人。
显庆年中，唐高宗召其入华，授予北门（右）领使。后担任拂林国诸蕃招慰大使。又为武则天召集诸番邦首领，建造天枢铜柱。景云元年（公元710年）4月1日，去世于洛阳私宅第中，享年95岁。其子俱罗等人，将其葬于建春门外大街东端的波斯王陵区（今偃师市高龙镇高崖村南）。
一说阿罗憾即“巴赫拉姆七世”。